# Franc Kosec
Franc Kosec, slovenski rimokatoliški duhovnik, politik in nabožni pisatelj, * 7. december 1843, Vojsko pri Vodicah, † 28. oktober 1924, Trst.

## Življenje in delo
Osnovno šolo in gimnazijo je obiskoval v Ljubljani. Nato je tri leta v Gorici študiral za bogoslovca, eno leto tudi v Trstu. V duhovnika je bil posvečen 22. decembra 1866. Napisal je tri knjige s področja praktične teologije, ki imajo tudi narodno vrednost; v njih je zahtevano snov podal v slovenskem jeziku:
- Kršansko katoliško nravoslovje (COBISS) (1879)
- Spovednik in njegova službe (Trst, 1881)
- Katoliško zakonsko pravo z ozirom na državne avstrijske pravice (Ljubljana, 1894)

Umrl je zaradi kapi. Pokopali so ga na pokopališču na Katinari, kjer je bil župnik in član mestnega sveta.